# 约瑟夫斯·尼古劳斯·劳伦蒂
约瑟夫斯·尼古劳斯·劳伦蒂（德語：Josephus Nicolaus Laurenti，1735年12月4日—1805年2月17日）是意大利裔奥地利博物学家、动物学家和医生。
劳伦蒂在1768年发表了关于爬虫两栖类动物毒性的一文。在著作中，他定义并描述了爬行动物和两栖动物的30个属，其中包括蟾蜍屬（Bufo）、雨蛙属（Hyla）和美洲鬣蜥屬（Iguana）等。卡尔·林奈1758年的《自然系統》第十版仅定义了10属。